# توم فولي (سياسي)
توم فولي (بالإنجليزية: Tom Foley)‏ هو سياسي أمريكي، ولد في 31 ديسمبر 1953م في فيلادلفيا في الولايات المتحدة. حزبياً، نشط في الحزب الديمقراطي.